# Dutch Junior International 2018
De Dutch Junior International 2018 was het voornaamste open internationaal jeugd badminton toernooi van Nederland.
Badminton Nederland organiseerde het evenement tezamen met badminton club Duinwijck in Haarlem van 28 februari tot en met 4 maart 2018. Er namen dit jaar spelers uit 36 landen, verspreid over vier continenten deel.
De Dutch Junior is een van de vier Junior Grand Prix-toernooien, de hoogste categorie van jeugd-badmintontoernooien in de wereld. 

## Winnaars en ereplaatsen
| Jaar          | Winnaar                        | Zilver                             | Brons                                                   |
| ------------- | ------------------------------ | ---------------------------------- | ------------------------------------------------------- |
| Mannenenkel   | Kunlavut Vitidsarn             | Li Shifeng                         | Chen Shiau Cheng                                        |
| Mannenenkel   | Kunlavut Vitidsarn             | Li Shifeng                         | Ikhsan Leonardo Imanuel Rumbay                          |
| Vrouwenenkel  | Zhiyi Wang                     | Yaxin Wei                          | Pattarasuda Chaiwan                                     |
| Vrouwenenkel  | Zhiyi Wang                     | Yaxin Wei                          | Chasinee Korepap                                        |
| Mannendubbel  | Weikeng Liang Shang Yichen     | Krishna Prasad Garaga Dhruv Kapila | Hiroki Midorikawa Hiroki Nakayama                       |
| Mannendubbel  | Weikeng Liang Shang Yichen     | Krishna Prasad Garaga Dhruv Kapila | Ghifari Anandaffa Prihardika Ferdian Mahardika Ranialdy |
| Vrouwendubbel | Pearly Koong Le Tan Ee Wei Toh | Liu Xuanxuan Yuting Xia            | Eun Seo Jang Jung Hyun Lee                              |
| Vrouwendubbel | Pearly Koong Le Tan Ee Wei Toh | Liu Xuanxuan Yuting Xia            | Chen Yingying Zhang Shuxian                             |
| Gemengddubbel | Guo Xinwa Liu Xuanxuan         | Hiroki Midorikawa Natsu Saito      | Leo Rolly Carnando Metya Inayah Cindiani                |
| Gemengddubbel | Guo Xinwa Liu Xuanxuan         | Hiroki Midorikawa Natsu Saito      | Yee Jun Chang Pearly Koong Le Tan                       |

## Weblinks
- http://bwf.tournamentsoftware.com/sport/winners.aspx?id=A88E8975-0008-4E07-916C-1E24794FA8EA